# Лабадзе, Ираклий
Ираклий Лабадзе (груз. ირაკლი ლაბაძე; род. 9 июня 1981, Тбилиси) — грузинский профессиональный теннисист и теннисный тренер. Победитель Открытого чемпионата Франции (1999) в парном разряде среди юношей, финалист Уимблдонского турнира (1998) в одиночном разряде среди юношей. Игрок сборной Грузии в Кубке Дэвиса, а впоследствии руководитель команды.

## Биография
Отец Ираклия Лабадзе, Гиви, был футболистом, в частности, выступавшим за донецкий «Шахтёр». Завершив выступления к 33 годам, он увлёкся теннисом; примерно на это же время приходится и рождение Ираклия, которого уже в раннем детстве отец отдал в теннисную секцию вместе с братом.
Ираклий успешно выступал на юниорском уровне, в 1997 году став полуфиналистом чемпионата Европы среди юношей, а через год — финалистом Уимблдонского турнира, где проиграл Роджеру Федереру. На следующий год 18-летний Лабадзе вместе с хорватом Ловро Зовко выиграл Открытый чемпионат Франции в парном разряде среди юношей, победив в финале датско-бельгийский дуэт Кристиан Плесс-Оливье Рохус.
Уже осенью 1998 года в Турции и Греции Лабадзе выиграл свои первые турниры-«сателлиты», сначала в паре с французом Грегори Карра, а затем и в одиночном разряде. В июне 2000 года в Фюрте (Германия) грузинский теннисист завоевал первый титул в турнире ATP Challenger в одиночном разряде, осенью добавив к нему две победы подряд в Эквадоре и Чили. 2001 год был ознаменован для Лабадзе двумя финалами турниров основного тура АТР — сначала в Сопоте, а затем в Санкт-Петербурге. К октябрю он достиг 100-го места в рейтинге ATP в парном разряде, а в одиночном закончил сезон на подступах к первой сотне после победы в Шанхае над второй ракеткой мира Андре Агасси.
На следующий год тренером Лабадзе стал знаменитый советский теннисист Александр Метревели. По ходу сезона Ираклий вошёл в число ста сильнейших в одиночном разряде. На его счету были победы в «челленджерах» в Бресте и Киеве, а в своё первое появление в основной сетке взрослого Уимблдонского турнира он обыграл посеянного под 18-м номером Юнеса Эль-Айнауи. В конце сезона Лабадзе повторил прошлогодний успех в Санкт-Петербурге, снова дойдя до финала в паре с Маратом Сафиным.
В 2003 году Лабадзе дебютировал в составе сборной Грузии в 3-й Евро-Африканской группе Кубка Дэвиса и, выиграв все свои встречи в одиночном и парном разрядах на групповом этапе и в плей-офф, обеспечил своей команде переход на следующую ступень. В начале 2004 года грузин преподнёс сенсацию на супертурнире в Индиан-Уэллсе, дойдя до полуфинала. Во втором круге по пути к этому успеху он обыграл 7-ю ракетку мира Карлоса Мойю, а затем игрока Top-25 Агустина Кальери. Лабадзе также дошёл до полуфинала на турнире АТР в Португалии, переиграв по ходу Максима Мирного и Рафаэля Надаля, и к июлю достиг рекордного для себя 42-го места в рейтинге ATP.
К этому времени Лабадзе показывал яркую, но очень нестабильную игру, порой проигрывая самым неожиданным образом (сотрудник АТР описывал это так: «В один день он может выйти на корт и играть, как Пит Сампрас. В другой — не сможет выиграть у собственного соседа»). Ходили слухи о его связях с букмекерами, принимавшими ставки на теннисные игры (впоследствии его близкое знакомство с одним из них, Мартином Фурером, стало достоянием гласности). Одно из сенсационных поражений, в мае 2004 года в Санкт-Пёльтене, где грузин, посеянный под четвёртым номером, проиграл местному теннисисту Юлиану Ноулу, повлекло за собой вызов в суд, но сговор доказан не был. В том же году, в 24 года, Лабадзе получил серьёзную травму кисти, которая заставила его прервать выступления. Он сумел восстановиться и вернулся на корт (в 2006 году показав свой лучший результат на турнирах Большого шлема, когда вышел в четвёртый круг на Уимблдоне после победы над 12-й ракеткой мира Гастоном Гаудио), но боли не прекращались, и в начале 2009 года Лабадзе завершил выступления в индивидуальных турнирах. В Кубке Дэвиса он продолжал защищать честь сборной Грузии до 2010 года, и через десять лет после этого оставаясь её рекордсменом по числу побед в парном разряде (12).
Уже в 2009 году Лабадзе начал тренерскую карьеру. Среди его подопечных в первые годы была грузинская теннисистка Татия Микадзе, успешно выступавшая в турнирах ITF. Позже Лабадзе тренировал в подмосковном Новогорске, а также занимал должность руководителя сборной Грузии в Кубке Дэвиса.

## Позиция в рейтинге в конце года
| Год              | 1998 | 1999 | 2000 | 2001 | 2002 | 2003 | 2004 | 2005 | 2006 | 2008 |
| ---------------- | ---- | ---- | ---- | ---- | ---- | ---- | ---- | ---- | ---- | ---- |
| Одиночный разряд | 503  | 302  | 166  | 109  | 93   | 72   | 78   | 140  | 164  | 531  |
| Парный разряд    | 586  | 535  | 171  | 122  | 159  | 157  | 405  | 140  | 172  | 383  |

## Финалы турниров АТР за карьеру

### Парный разряд (0-3)
| Результат | №  | Дата            | Турнир                  | Покрытие | Партнёр        | Соперники в финале                  | Счёт в финале |
| --------- | -- | --------------- | ----------------------- | -------- | -------------- | ----------------------------------- | ------------- |
| Поражение | 1. | 27 июля 2001    | Сопот, Польша           | Грунт    | Аттила Шавольт | Пол Хенли Натан Хили                | 6-710, 2-6    |
| Поражение | 2. | 28 октября 2001 | Санкт-Петербург, Россия | Хард(i)  | Марат Сафин    | Денис Голованов Евгений Кафельников | 5-7, 4-6      |
| Поражение | 3. | 27 октября 2002 | Санкт-Петербург         | Хард(i)  | Марат Сафин    | Дэвид Адамс Джаред Палмер           | 6-78, 3-6     |